# Crashbekken

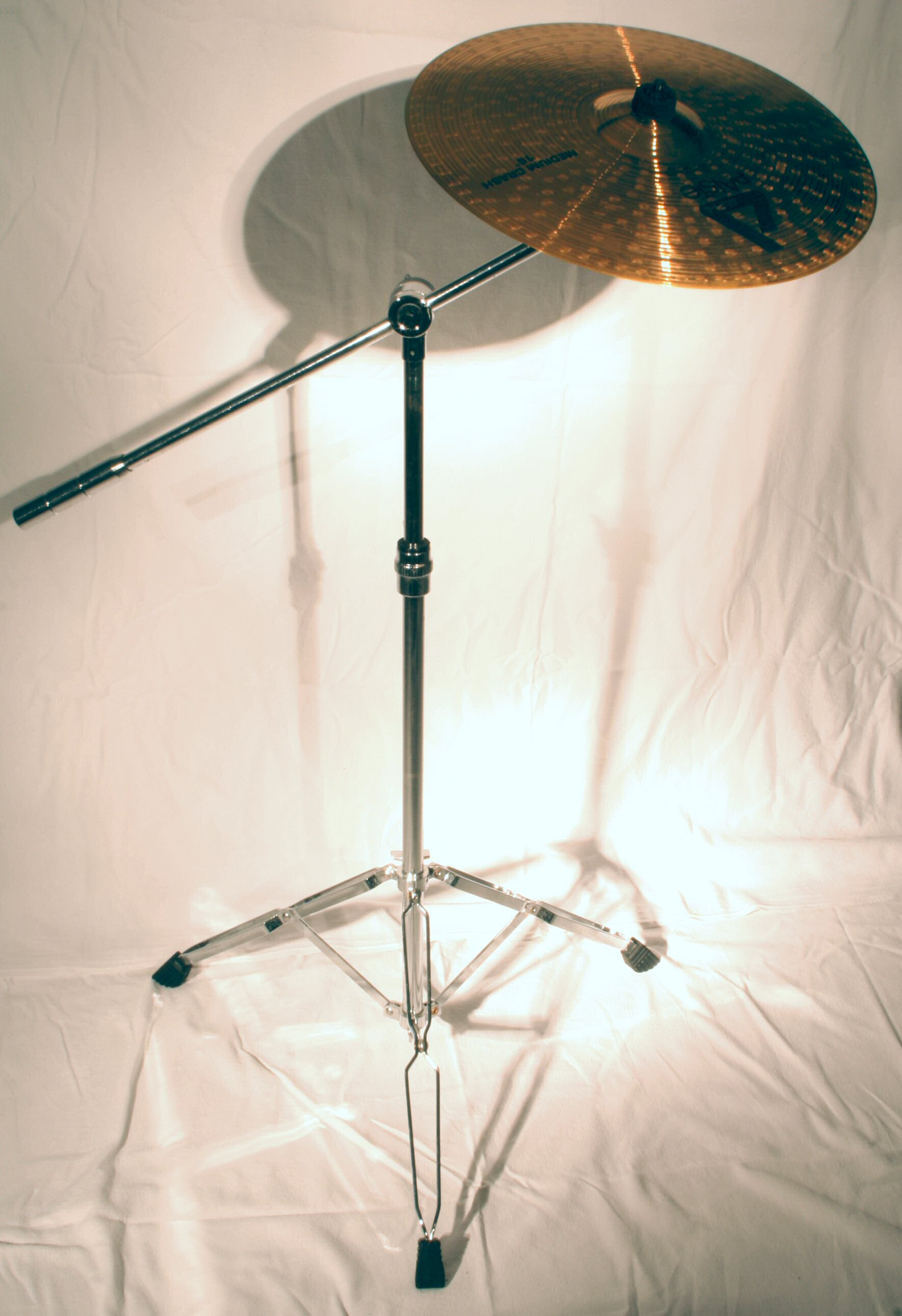
Crashbekken op standaard

Een crashbekken is in de muziek een slagwerkinstrument. Het bestaat uit een dunne metalen schijf, die, wanneer hij in trilling wordt gebracht, een korte, hevige, scherpe geluidspuls geeft, die vaak als accent in de muziek wordt gebruikt.
Crashbekkens worden op twee verschillende manieren bespeeld: ze kunnen als paar in de hand gehouden tegen elkaar worden geslagen (dan worden ze clashbekkens genoemd) of vrij hangend met een stok worden beslagen (=crash). Bij ieder drumstel komen één of twee van deze vrijhangende crashbekkens voor.
De toonhoogte van de crash hangt af van de diameter van de schijf, die varieert tussen 35 en 50 cm, en de dikte.